# 美航 (腊戌)
美航是缅甸掸邦臘戍縣腊戍镇区美航村组下辖的一个村。根据2014年人口普查，美航村有3,299名男性，3269名女性，总人口6568人。
该村自2024年被缅甸民族民主同盟军接管，现划入缅甸联邦第一特区腊戌市联合区美航乡辖区。